# Вамала, Эммануил
Эммануил Вамала (англ. Emmanuel Wamala; род. 15 декабря 1926, Камаггва, Уганда) — угандийский кардинал. Епископ Кийинды-Митьяны с 17 июля 1981 по 21 июня 1988. Коадъютор с правом наследования Кампалы с 21 июня 1988 по 8 февраля 1990. Председатель епископской конференции Уганды в 1990 — 1994. Архиепископ Кампалы с 8 февраля 1990 по 19 августа 2006. Кардинал-священник с титулом церкви Сант-Уго с 26 ноября 1994. 